# La Revue du Liban

Fondée en 1928, La Revue du Liban est le premier hebdomadaire d’informations francophone du Liban et de la région, par son ancienneté et sa diffusion. Il est distribué dans plus de 30 pays, par abonnement et dans les kiosques, dont plusieurs le jour même de sa parution nationale (Paris, Tunis...). Principaux collaborateurs : Aline Lahoud, René Aggiouri, Edouard Basil, Zeina el Tibi (Chef du bureau de Paris).
La Revue du Liban, dont le directeur de la rédaction est Saer Karam, est éditée par Dar Alf Leila Wa Leila, dirigée par Melhem Karam, qui publie également le quotidien arabophone Al-Bayrak, l’hebdomadaire al Hawadeth, le magazine Monday Morning.